# TOI TOI Cup
La Toi Toi Cup és una competició de ciclocròs txeca formada per diferents proves que es disputen des del setembre fins al gener. Actualment està organitzada per l'empresa txeca Toi Toi sanitarni systemy, tot i que anteriorment se l'havia conegut com a Budvar Cup fins a l'edició 2006-2007, donat el patrocini de la fàbrica de cervesa txeca Budweiser Budvar.

## Palmarès

### Elit masculí
| Any         | Vencedor         | Segon            | Tercer         |
| ----------- | ---------------- | ---------------- | -------------- |
| Budvar Cup  |                  |                  |                |
| 2001-2002   | Jiří Pospíšil    |                  |                |
| 2002-2003   | Petr Dlask       |                  |                |
| 2003-2004   | Kamil Ausbuher   |                  |                |
| 2004-2005   | Zdeněk Mlynář    |                  |                |
| 2005-2006   | Petr Dlask       |                  |                |
| 2006-2007   | Zdeněk Mlynář    |                  |                |
| TOI TOI Cup |                  |                  |                |
| 2007-2008   | Zdeněk Mlynář    |                  |                |
| 2008-2009   | Martin Bína      | Petr Dlask       | Kamil Ausbuher |
| 2009-2010   | Martin Bína      | Petr Dlask       | Zdeněk Štybar  |
| 2010-2011   | David Kášek      | Vladimír Kyzivát | Ondřej Bambula |
| 2011-2012   | Vladimír Kyzivát | David Kášek      | Lubomir Petrus |
| 2012-2013   | Michael Boroš    | Tomáš Paprstka   | Martin Bína    |
| 2013-2014   | Tomáš Paprstka   | Michael Boroš    | Vojtěch Nipl   |
| 2014-2015   | Jakub Skála      | Michael Boroš    | Tomáš Paprstka |
| 2015-2016   | Tomáš Paprstka   | Vojtěch Nipl     | Lubomír Petruš |
| 2016-2017   | Tomáš Paprstka   | Jan Nesvadba     | Michal Malík   |
| 2017-2018   | Tomáš Paprstka   | Jan Nesvadba     | Marek Konwa    |
| 2018-2019   | Jan Nesvadba     | Tomáš Paprstka   | Jan Škarnitzl  |

### Elit femení
| Any       | Vencedora           | Segona           | Tercera               |
| --------- | ------------------- | ---------------- | --------------------- |
| 2013-2014 | Martina Mikulášková | Nikola Nosková   | Martina Kukulová      |
| 2014-2015 | Nikola Nosková      | Vendula Kuntová  | Adéla Šafárová        |
| 2015-2016 | Jana Czeczinkarová  | Denisa Lukešová  | Martina Mikulášková   |
| 2016-2017 | Martina Mikulášková | Vendula Kuntová  | Denisa Švecová        |
| 2017-2018 | Pavla Havlíková     | Nadja Heigl      | Elizabeth Ungermanová |
| 2018-2019 | Pavla Havlíková     | Nikola Bajgerová | Elizabeth Ungermanová |